# One Last Wish
One Last Wish — пост-хардкор гурт з Вашингтона. Діяв з травня 1986 по січень 1987.

## Історія
У травні 1986 року колишні учасники гурту Rites of Spring, Брендан Канті (Brendan Canty), Гай Піччотто (Guy Picciotto), Едвард Дженні (Edward Janney), до яких приєднався колишній учасник гуртів The Faith та Embrace Майкл Гемптон (Michael Hampton), утворили гурт One Last Wish.
Гурт зіграв лише 6 концертів за 4 місяці. Наостанок гурт записав демо-касету з 12 пісень на студії Inner Ear Studios, Арлінгтон, у листопаді 1986 року. Звуко-інженером був Дон Зіентара, продюсером — Ян Маккей. У січні 1987 року гурт розпався.
Оскільки після розпаду гурту не було шансів на возз'єднання, а також через те, що студія Dischord намагалась позбутися репутації студії, яка випускає лише записи гуртів, що розпались, тому демо-касета One Last Wish так і залишилась лежати на полиці. Лише одна пісня з цієї демо-касети, «Burning in the Undertow», була випущена у збірці "State of Union" у 1989 році. І тільки у листопаді 1999 року всі пісні з демо-касети зусиллями студії Dischord були перевипущені на альбомі, який назвали 1986. У 2019 році сайт Vulture.com створив список 100 найкращих пісень емо, під номером  81 у цьому списку опинилась пісня «My Better Half», гурту One Last Wish.
Після розпаду гурту One Last Wish, Піччотто, Канті, Дженні возз'єдналися з Майклом Феллоузом (Michael Fellows) із Rites of Spring, взявши нову назву Happy Go Licky. Але гурт Happy Go Licky проіснував недовго.
Згодом Кенті і Пічіотто приєднались до Яна Маккея у гурті Fugazi.
Гемптон сформував гурт Manifesto.

## Склад гурту
- Майкл Гемптон (Michael Hampton) — гітари, вокал;
- Брендан Канті (Brendan Canty) — барабани;
- Гай Піччотто (Guy Picciotto) — вокал, гітари;
- Едвард Дженні (Edward Janney) — бас-гітара, вокал.

## Дискографія
- 1986 (Dischord Records 1999 рік).